# Johann Georg Arnold Oelrichs
Johann Georg Arnold Oelrichs (* 8. Juni 1767 in Hannover; † 7. März 1791) war ein deutscher evangelischer Theologe und Philosoph.

## Leben
Johann Georg Arnold Oelrichs war der Sohn eines reformierten Pastors. Sein Bruder wurde später Professor an einem Bremer Gymnasium.
Oelrichs besuchte keine Schule, wurde aber von Hauslehrern ausgebildet. Bis zu seinem neunten Lebensjahre litt er unter einer schwachen Gesundheit. Er entwickelte den Wunsch, sich zu bilden, und zeigte sich anspruchslos. Auch befasste er sich mit Biografien historischer Gelehrter, was seinen Fleiß anspornte. Außerdem bildeten ihn seine Eltern aus, sein Vater brachte ihm Wissenschaften und die englische Sprache bei, die Mutter die französische Sprache, welche Oelrichs bald auf muttersprachlichem Niveau zu sprechen fähig war. Der Rektor Buies brachte ihm ferner die griechische Sprache bei. Weil er sich in der Jugend besonders den älteren und den neueren Sprachen zuwandte, entschied er sich, sich mit der Philologie auseinanderzusetzen.
Am 29. September 1784 bezog Oelrichs die Georg-August-Universität Göttingen. Das Theologiestudium betrieb er mit dem Ziel, Prediger zu werden und später selbst Theologie unterrichten zu können. Auch studierte er Kirchen- und Dogmengeschichte und las die Werke der Kirchenväter. 1787 gewann er einen Preis, als er eine Frage der theologischen Fakultät in einer Abhandlung beantwortete, was die Kirchenväter im ersten Jahrhundert für Vorstellungen vom Logos hatten. Darin zeigte er sich scharfsinnig und gründlich gebildet, noch ehe er das Studium beendet hatte. Im Herbst 1787, zum 50. Jubiläum der Universität, ernannte sie ihn schließlich zum Doktor der Philosophie.
Nach der Promotion ging Oelrichs zurück zu seinem Vater nach Hannover, wo er den Winter 1787 verbrachte. Dort beschäftigte er sich damit, was die Neuplatoniker von Gott halten und schrieb dazu eine Schrift. Das Werk wurde in Marburg 1788 publiziert und trägt den Titel Commentatio de doctrina Platonis de Deo, a Christianis et recentioribus Platonicis varie explicata et corrupta. Weil er sich mit diesen Metaphysischen Vorstellungen auseinandersetzte, entschied er sich, erneut Schriften der Kirchenväter zu studieren.
Nachdem das Werk publiziert worden war, ging Oelrichs als Hofmeister eines Studenten nach Marburg. Dazu musste er seinen Wunsch aufgeben, seine Kenntnisse in Göttingen zu erweitern. Nach einem Jahr Aufenthalt in Marburg zog er nach Erlangen, weiterhin als Hofmeister wirkend. Dort erhielt er den Auftrag, ein Werk über die Kirchenväter zu schreiben und suchte zunächst in Erlangen dafür Material. Da er meinte, dazu im Umfeld einer großen Bibliothek und Gelehrter arbeiten zu müssen, gab er die Hofmeisterstelle auf und ging nach Göttingen.
In Göttingen widmete sich Oelrichs dem geplanten Werk und arbeitete sehr hart. Dabei mangelte es ihm an Bewegung, sodass sich die Lage seines ohnehin schwachen Körpers weiter verschlechterte. Seine Freunde sorgten sich um ihn, da er der Hektik verfiel. Er selbst hielt sich dabei für gesund, weshalb er keinen Arzt aufsuchte. Später besorgten seine Vertrauten einen Arzt. Ende Februar 1791 verfiel er dem Wahnsinn, er fantasierte von Kirchenvätern. Zuvor hatte er schon sechs Wochen lang an Fieber gelitten. An Überanstrengung starb er schließlich am 7. März 1791 im Alter von 23 Jahren. Kurz zuvor hatte er die Arbeit abgeschlossen.

## Bedeutung
Oelrichs postum erschienenes Hauptwerk verlieh ihm Ruhm. Es wurde von Arnold Heeren 1791 publiziert. Dieser lobte Oelrichs in der Vorrede und führte an, er habe schon in jungen Jahren gute Werke vollbracht und sein Lob könne auch nicht durch den frühen Tod entrissen werden.
Heinrich Döring bezeichnete Oelrichs als Theologen, der in allen Disziplinen gute Kenntnisse besaß. Er sei scharfsinnig und neugierig gewesen. Dies zeige sich auch in seinen Werken, obgleich dies nur wenige seien. Er sei außerdem sehr fleißig gewesen, so habe er nicht selten an seinem Werk tagelang gearbeitet, ohne sein Zimmer zu verlassen. Seine eigenen Ansichten verteidigte er nicht, weil ihm seine Bescheidenheit im Wege stand, so legte er kaum Wert auf eigene Kenntnisse und Begabungen. Darüber hinaus soll er nicht übereilig, sondern besonnen gehandelt haben, er habe sanftmütig, wohlwollend, freundschaftlich und liebenswürdig gelebt.

## Werke
- Commentatio de vera et certa eorum, qui medio secundo atque ineunte tertio seculo floruerunt, Patrum de ratione sive relatione Yilii cum Patre sententia; in concertatione civium academicorum Georgiae Augustae 1787 praemio ornata (Göttingen 1787)
- Commentatio de doctrina Platonis de Deo, a Christianis et recentioribus Platonicis varie explicata et corrupta (Marburg 1788)
- Commentarii de scriptoribus Ecclesiae Latinae priorum VI. saeculorum. Ad Bibliothecam Fabricii Latinam accomadati ita, ut scriptorum ingenia et doctrinae cum argumentis librorum accuratius declarentur (Leipzig 1791)